# José Manuel Figueras Arizcun
José Manuel Figueras Arizcun (Madrid, 19 de marzo de 1869-11 de marzo de 1944) fue un financiero español. 

## Biografía
Nació en Madrid el 19 de marzo de 1869. Trabajó como subdirector general de Crédit Lyonnais en Madrid hasta que en agosto de 1918 fue nombrado director de las oficinas del Banco de Bilbao en Madrid, pasando a ser director general de la entidad el 9 de noviembre de 1919.
En octubre de 1927 fue nombrado miembro de la Asamblea Nacional Consultiva creada por la dictadura de Primo de Rivera. En octubre de 1929 el ministro de Hacienda José Calvo Sotelo lo nombró gobernador del Banco de España en un momento en qué este buscaba revaluar la peseta y recuperar las inversiones de capitales internacionales a corto plazo. Después de la caída de Miguel Primo de Rivera en enero de 1930 presentó su dimisión. Volvió a ser director general del Banco de Bilbao y llegaría a ser consejero del Banco de Crédito Industrial, de Campsa, de la Compañía de los Ferrocarriles de Madrid a Zaragoza y Alicante, y vocal del Consejo Superior Bancario, hasta que se jubiló en 1941, ocupando su cargo Víctor de Artola y Galardi.
Murió en Madrid el 17 de enero de 1944.